# Pascola
Pascola és una població dels Estats Units a l'estat de Missouri. Segons el cens del 2000 tenia 138 habitants.

## Demografia
Segons el cens del 2000, Pascola tenia 138 habitants, 60 habitatges, i 37 famílies. La densitat de població era de 222 habitants per km².
Dels 60 habitatges en un 21,7% hi vivien nens de menys de 18 anys, en un 46,7% hi vivien parelles casades, en un 8,3% dones solteres, i en un 38,3% no eren unitats familiars. En el 30% dels habitatges hi vivien persones soles l'11,7% de les quals corresponia a persones de 65 anys o més que vivien soles. El nombre mitjà de persones vivint en cada habitatge era de 2,3 i el nombre mitjà de persones que vivien en cada família era de 2,84.
Per edats la població es repartia de la següent manera: un 20,3% tenia menys de 18 anys, un 6,5% entre 18 i 24, un 29,7% entre 25 i 44, un 21% de 45 a 60 i un 22,5% 65 anys o més.
L'edat mediana era de 42 anys. Per cada 100 dones de 18 o més anys hi havia 103,7 homes.
La renda mediana per habitatge era de 18.438 $ i la renda mediana per família de 19.792 $. Els homes tenien una renda mediana de 18.250 $ mentre que les dones 21.875 $. La renda per capita de la població era de 14.229 $. Entorn del 12,1% de les famílies i el 22,8% de la població estaven per davall del llindar de pobresa.

## Poblacions més properes
El següent diagrama mostra les poblacions més properes.